# Джошуа Рейнольдс
Джо́шуа Ре́йнольдс (Рейнолдс), сер (англ. Sir Joshua Reynolds; 16 липня 1723, Плімтон, Девоншир — 23 лютого 1792, Лондон) — англійський живописець історичних полотен і портретист, засновник і президент Королівської Академії в Лондоні (1768).

## Біографія
В 1740—1743 роках Дж. Рейнольдс навчався в Лондоні у Т.Хадсона.
Будучи членом Товариства дилетантів, в 1749—1752 роках відвідав ряд країн Європи, де вивчав, зокрема, твори Корреджо, Тіціана, Рембрандта, Рубенса тощо.
З 1753 року оселився в Лондоні, де й жив і творив до кінця життя. 1790 року зір художника значно погіршився, що змусило митця припинити писання картин.
З ініціативи Джошуа Рейнольдса у 1768 році було засновано Королівську Академію в Лондоні, незмінним президентом якої він лишався до самої смерті 23 лютого 1792 року.

## Творчість
Живописець створив близько 2-х тисяч портретів державних діячів, письменників, акторів та ін. Ці твори (наприклад, портрет адмірала лорда Дж. О. Хітфілда, бл. 1787—1788) позначені рисами стилю бароко. В них Рейнольдс виявляв пильну увагу до індивідуальності людини.

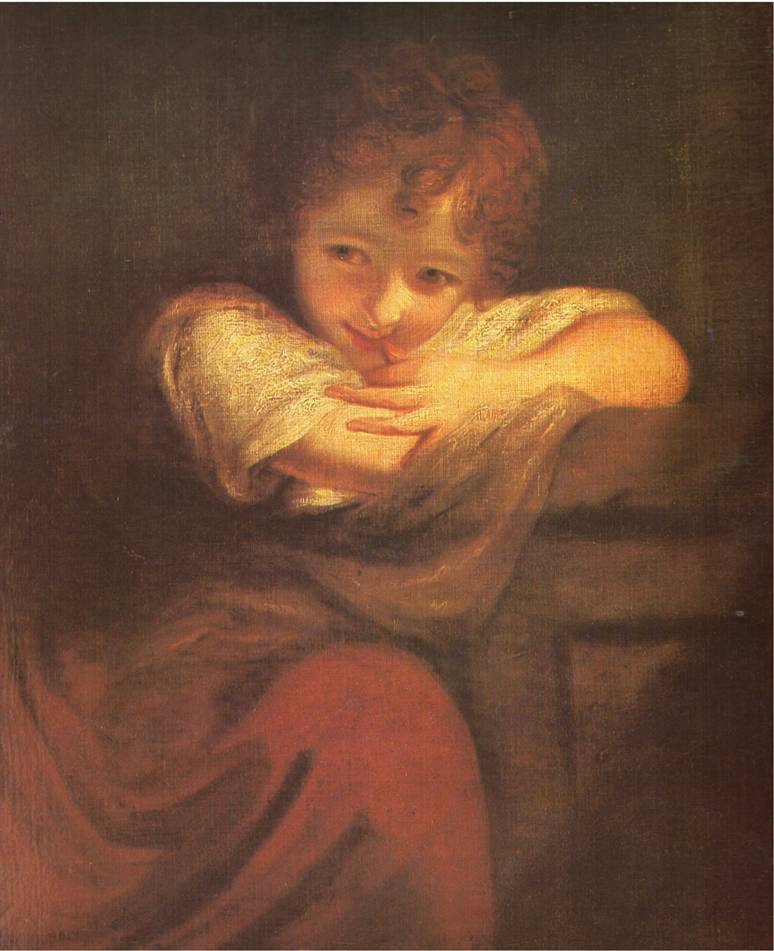
Пустунка (Робінетта)

Портрети Дж. Рейнольдса різноманітні за своєю внутрішньою характеристикою, позначені благородною простотою й піднесеністю, всі вони були взірцями портретного мистецтва нового типу.
Простотою композиції, тонким ліризмом відзначаються портрети друзів художника (портрет письменника Джонсона, 1772), дітей («Пустунка», картина, що зберігається в музеї Ханенків у Києві, кол. Музей західного та східного мистецтва).
Рейнольдс писав також картини на міфологічні та алегоричні сюжети (наприклад, «Великодушність Сципіона», 1788).
Картини художника зберігаються у більшості найвідоміших зібрань мистецтва світу — Галереї Тейт, Національній портретній галереї, Національній галереї (Лондон, Велика Британія), музеях США, Ермітажі (Санкт-Петербург]) тощо.

## Галерея

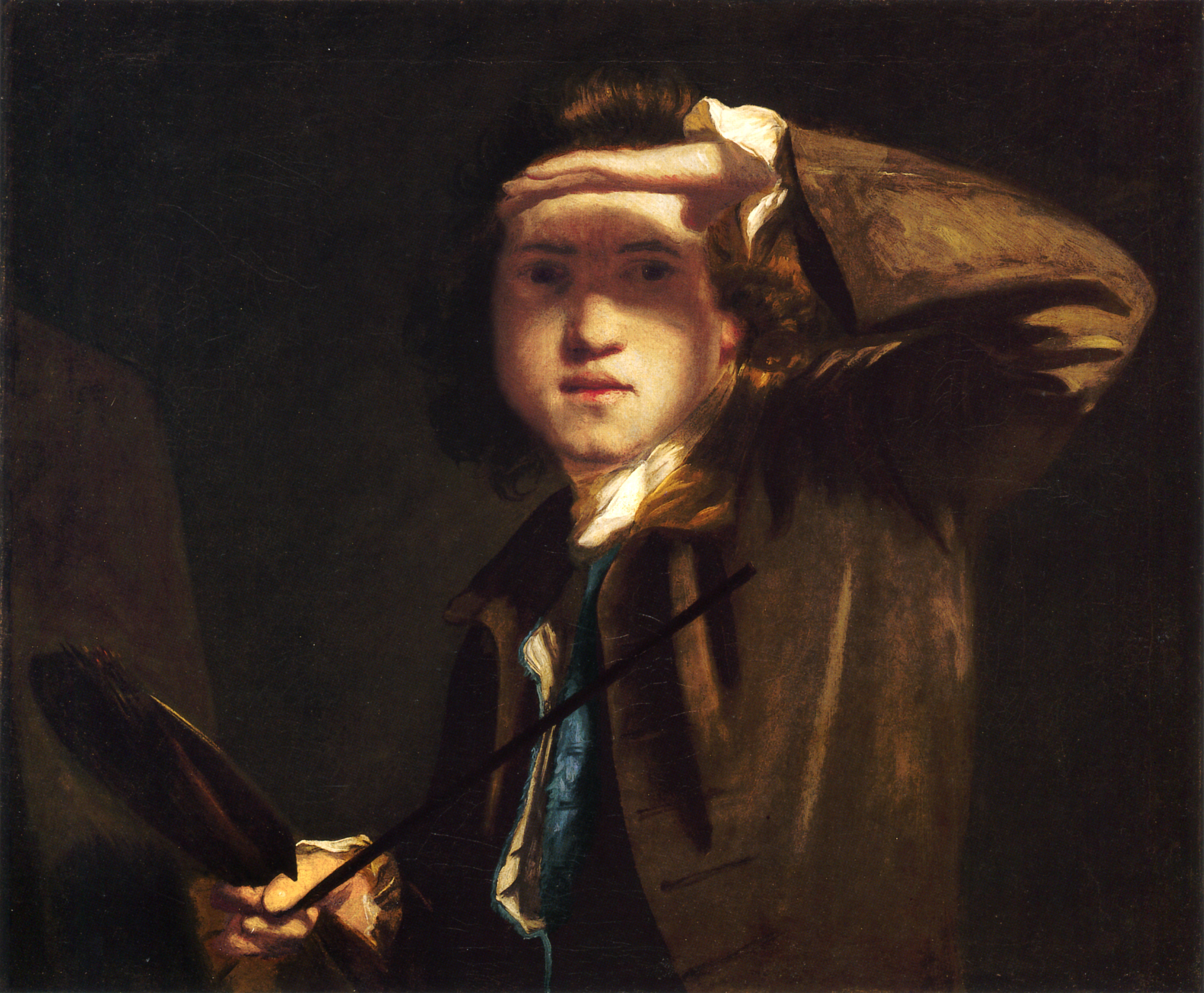
Автопортрет, 1748
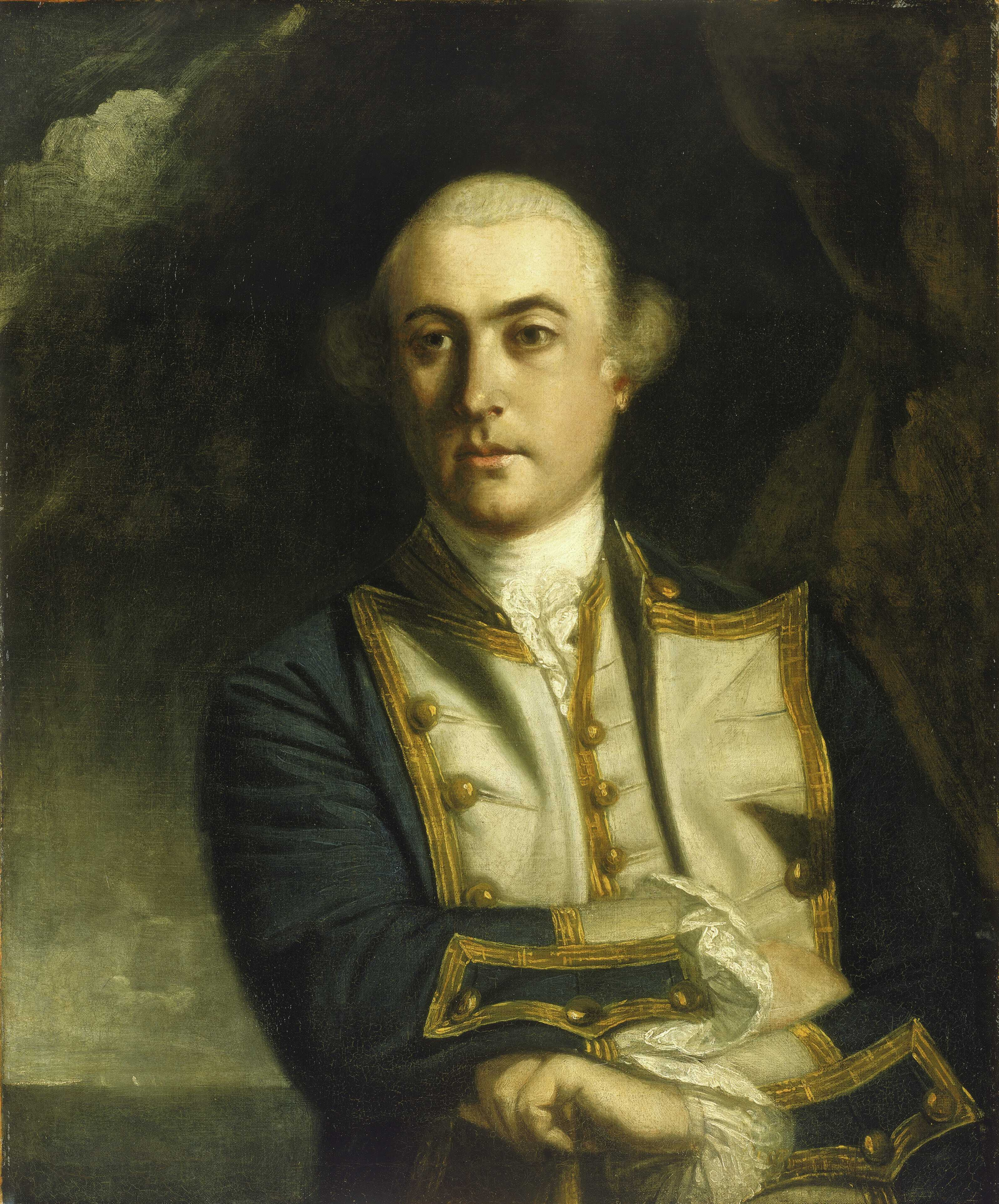
Портрет англ. мореплавця Дж. Байрона (John Byron, 1723—1786), діда поета Дж. Байрона, 1759
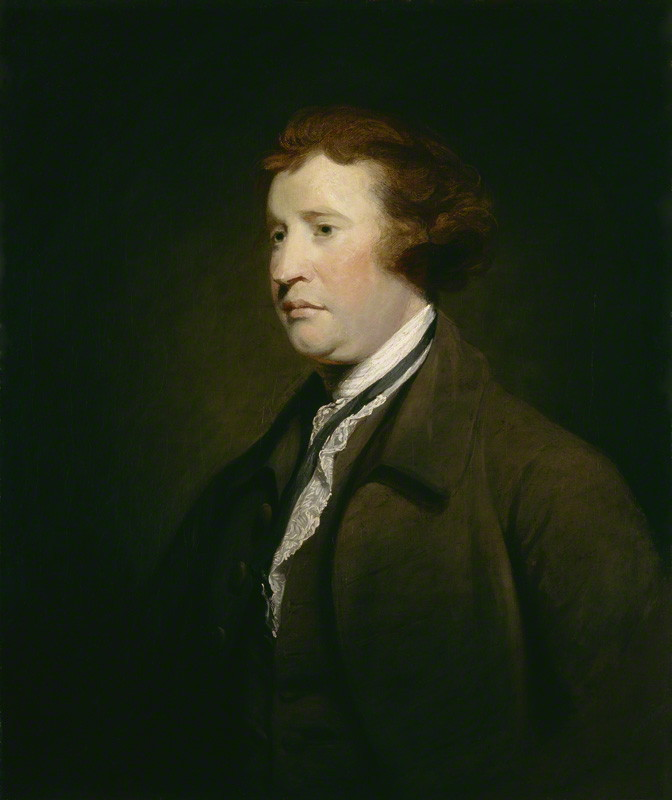
Портрет Е.Берка, 1771
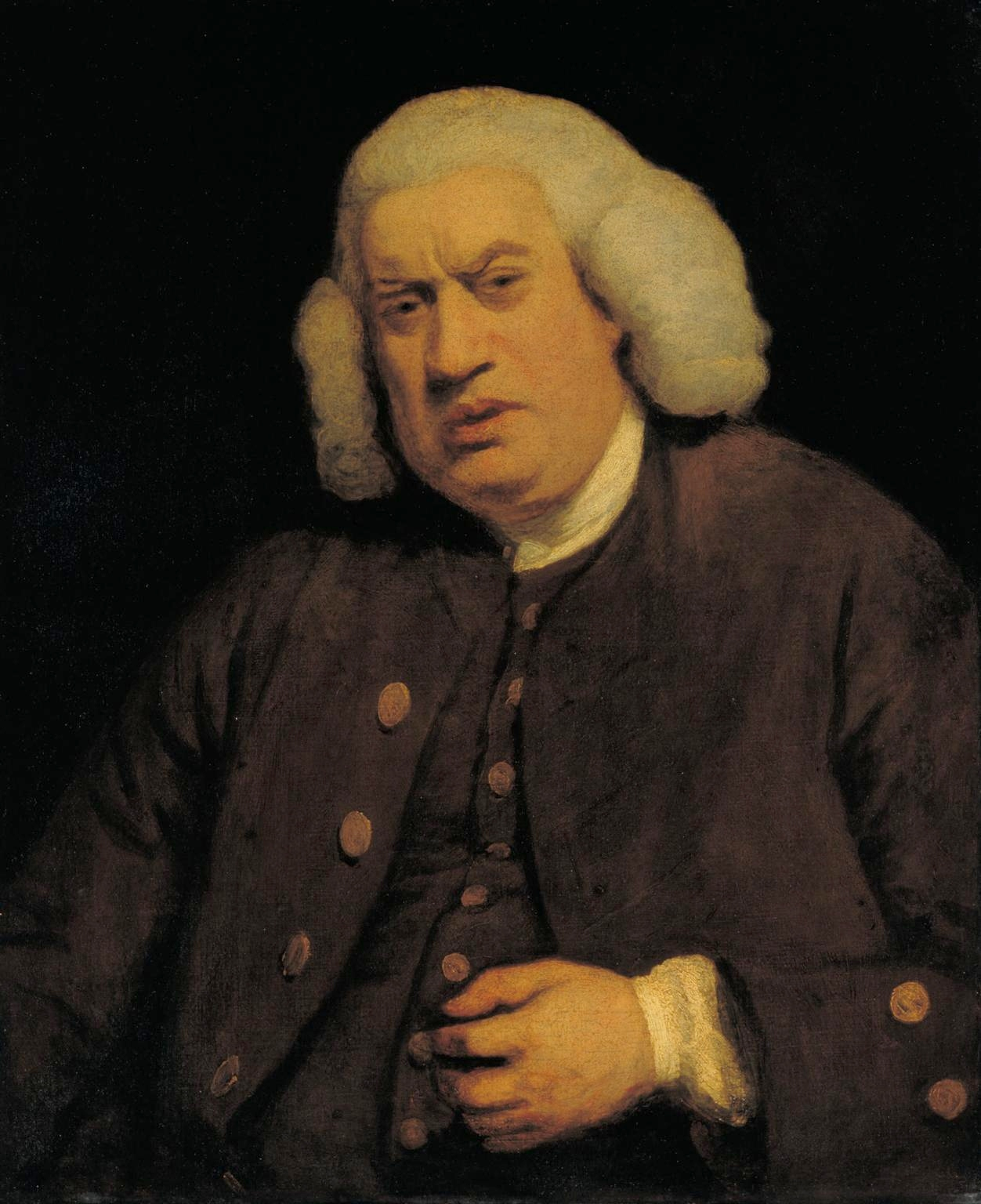
Портрет письменника С.Джонсона, 1772
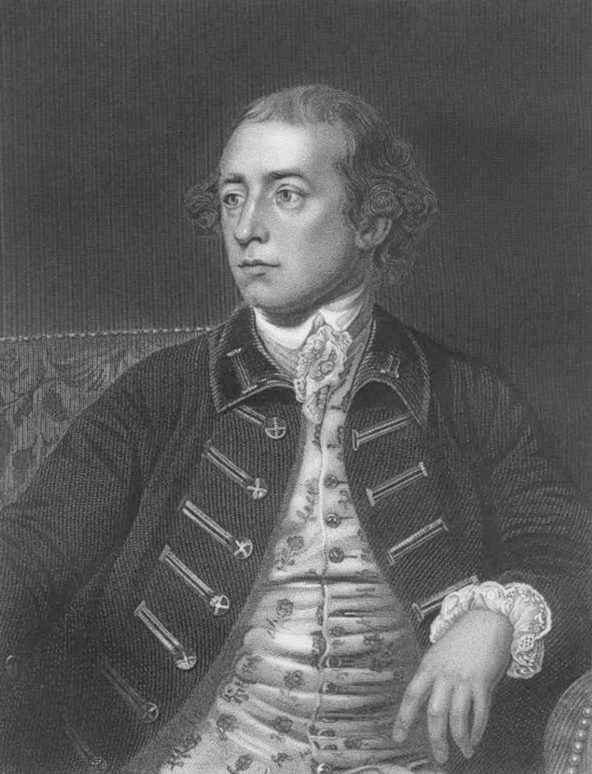
Портрет В.Гастінгса